# سفل الحنية (قارة)

تعديل مصدري - تعديل

سفل الحنية هي إحدى قرى عزلة قارة بمديرية قارة التابعة لمحافظة حجة، بلغ تعداد سكانها 98 نسمة حسب تعداد اليمن لعام 2004.